# Coal Miner’s Daughter (Lied)
Coal Miner’s Daughter ist ein autobiografisches Lied, das von der US-amerikanischen Country-Sängerin Loretta Lynn geschrieben und aufgenommen wurde. Es zählt zu Lynns bekanntesten und erfolgreichsten Aufnahmen. Es wurde 1970 als Single veröffentlicht und war die vierte Nummer eins für die Sängerin in den Billboard-Country-Charts. Als eine ihrer wenigen Singles erreichte es auch die Billboard Hot 100.

## Text
Der von Owen Bradley produzierte Song erzählt die Geschichte von Lynns Vater, der im ländlichen Kentucky Kohle förderte. Lynn beschreibt auch ihre Kindheit und die Umstände, unter denen sie aufgewachsen ist.
Coal Miner’s Daughter erhielt nach seiner Veröffentlichung von Journalisten und Musikkritikern gleichermaßen positive Kritiken. Es wurde zu einer der wichtigsten Aufnahmen in Lynns Karriere. Laut Erhebungen des Time-Magazins und der Recording Industry Association of America gehört das Lied zu den besten und wichtigsten Aufnahmen aller Zeiten. Der Rolling Stone nahm ihn auf seine Liste der 100 Greatest Country Songs of All Time. 1998 wurde Lynns Aufnahme in die Grammy Hall of Fame aufgenommen.

## Coverversionen
Der Song wurde seit seiner Veröffentlichung mehrfach gecovert. Insbesondere die Version von Sissy Spacek für das gleichnamige Biopic im Jahre 1980 erhielt viel Aufmerksamkeit und schaffte den Sprung auf Platz 24 der Country-Charts. Lynn selbst nahm 2010 gemeinsam mit Sheryl Crow und Miranda Lambert eine neue Version für das Tribut-Album Coal Miner's Daughter: A Tribute to Loretta Lynn auf. Die Plattform cover.info verzeichnete im Januar 2024 insgesamt 11 Versionen des Liedes, auf secondhandsongs.com waren 23 Versionen verzeichnet.

## Charterfolge
| Jahr | Titel Interpret                                                   | Höchstplatzierung, Gesamtwochen, AuszeichnungChartplatzierungen (Jahr, Titel, Interpret, Platzierungen, Wochen, Auszeichnungen, Anmerkungen) | Höchstplatzierung, Gesamtwochen, AuszeichnungChartplatzierungen (Jahr, Titel, Interpret, Platzierungen, Wochen, Auszeichnungen, Anmerkungen) | Anmerkungen |
| Jahr | Titel Interpret                                                   | US | Country | Anmerkungen |
| ---- | ----------------------------------------------------------------- | --- | --- | ----------- |
| 1970 | Coal Miner’s Daughter Loretta Lynn                                | US83 (4 Wo.)US | Country1 (15 Wo.)Country |             |
| 1980 | Coal Miner’s Daughter Sissy Spacek                                | — | Country24 (11 Wo.)Country |             |
| 2010 | Coal Miner’s Daughter Loretty Lynn, Sheryl Crow & Miranda Lambert | — | Country55 (1 Wo.)Country |             |